# Esţelū
Esţelū (persiska: اِسطِلو) är en ort i Iran.   Den ligger i provinsen Östazarbaijan, i den nordvästra delen av landet, 400 km nordväst om huvudstaden Teheran. Esţelū ligger 2 046 meter över havet och antalet invånare är 304.
Terrängen runt Esţelū är kuperad.Runt Esţelū är det ganska tätbefolkat, med 62 invånare per kvadratkilometer. Närmaste större samhälle är Sarāb, 14,4 km söder om Esţelū. Trakten runt Esţelū består i huvudsak av gräsmarker.